# Как выйти замуж за миллиардера
«Как выйти замуж за миллиардера» (англ. Chalet Girl) — британская романтическая комедия режиссёра Фила Трейлла. В фильме снимались: Фелисити Джонс, София Буш, Эд Вествик, Брук Шилдс и Билл Найи.
Фильм «Как выйти замуж за миллиардера» сняли совместными усилиями кинематографисты Германии, Австрии и Великобритании в 2010 году. Это история о простой девушке, которая отправляется работать на ультра-модный лыжный курорт и открывает в себе гения сноуборда, а также влюбляется в сына босса.

## Слоганы
- История Золушки в Альпах
- Снегсшибательная комедия

## Сюжет
19-летняя девушка по имени Ким Мэттьюс (Фелисити Джонс [II]) получает работу на один сезон на дорогом альпийском курорте. Вскоре она понимает, что оказалась не в своей среде. Потом она открывает для себя сноубординг. Обладая незаурядным талантом, вскоре она начинает готовиться к соревнованиям, завершающим сезон, победителя которых ждет крупный денежный приз. Но чтобы вновь стать чемпионом, Ким предстоит справиться со своими страхами и разобраться, что же происходит между ней и Джонни (Эд Вествик), красивым, но недоступным сыном её работодателя.

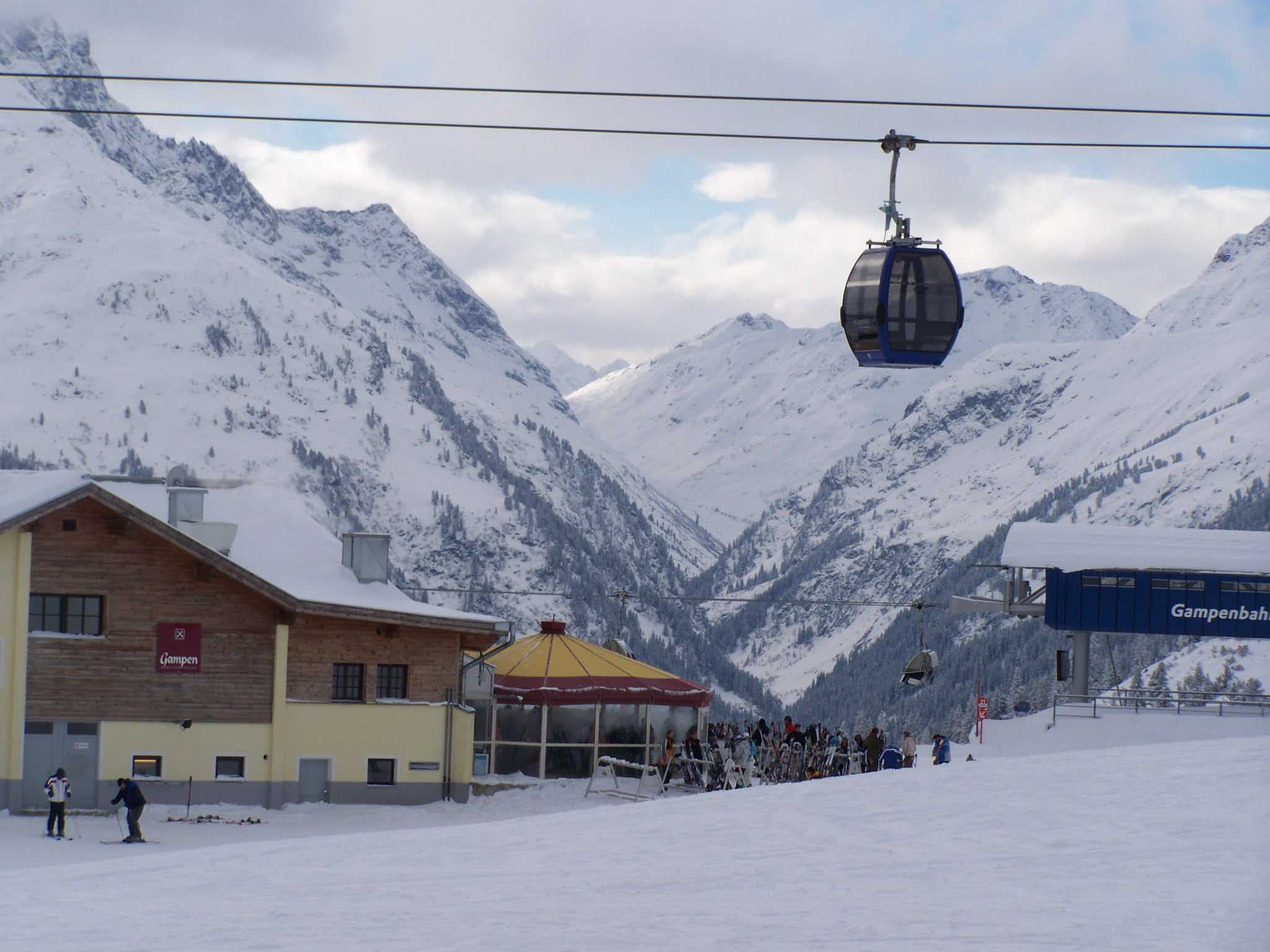
Лыжные сцены снимались на месте на склонах Санкт-Антон-ам-Арльберг.

## В ролях
| Актёр           | Роль     |
| --------------- | -------- |
| Фелисити Джонс  | Ким      |
| Эд Вествик      | Джонни   |
| Тэмсин Эгертон  | Джорджи  |
| Брук Шилдс      | Кэролайн |
| Билл Найи       | Ричард   |
| Кен Дюкен       | Микки    |
| Ребекка Лейси   | Теа      |
| Том Гудман-Хилл | Лес      |

## Выход и релиз
В целях раскрутки картины, была разработана интернет-кампания, которая создала интерактивный трейлер. Нажатие на кнопку «Like» приносило зрителям дополнительные возможности. Мартин Талкс, исполнительный директор цифрового агентства Blue Barracuda сказал о кампании: «Соучастие и совместная работа, такие как эта, и сближение средств массовой информации, таких как фильмы и Интернет, это будущее киноиндустрии». Премьера в Британии состоялась в Westfield London 8 февраля 2011 года.

## Критика
Алекс Тауэрс из Trinity News дал фильму отрицательный отзыв говоря «прихрамывая из бедных установок к очевидным выводам, девяносто семь минут фильма кажутся в три раза дольше». Майкл Лидер для Den of Geek дал фильму две звезды, описывая некоторые шутки, как «god-awful», и заметил, что фильм сам по себе «перегруженный», но описал Фелисити Джонс, как «абсолютно восхитительное присутствие на экране». Питер Брэдшоу также дал фильму две звезды, для Guardian, назвав его «добродушным, глупым, хорошо прочувствованным материалом»
Однако другие критики дали положительные отзывы на фильм, такие как Тим Роби из The Telegraph, который дал фильму три звезды, описав Эда Вествик, как «тупой», но высоко оценил деятельность Билла Бэйли как «безнадежно любящий». Дэйв Калхун из Time Out также дал фильму три звезды, назвав его «громким, глупым и удивительно веселым», и «банально и горжусь этим». Такую же оценку дали и Total Film, где Мэтью Лэйланд описал производство, как «дешёвое», но Фелисити Джонс, как «естественную, симпатичную девушку».

## Кастинги
Фелисити Джонс проходила кастинг на главную роль Ким. Продюсер Пиппа Кросс вспомнил момент, когда они впервые встретились. «Я помню, она входит в комнату, когда мы проводили кастинг и режиссёр Фил Трэйл посмотрел на меня и поднял брови, и я сказал: „Вот Ким“. Это было так просто.» Джонс описала свою героиню как «остроумный, энергичный зверь», и назвала сотрудничество с Трейл в качестве причины, почему она взялась за роль.
Эд Вествик, известный по роли Чака Басса в Сплетнице, был выбран на роль Джонни. Он взял роль для изменения жанра, потому что ему понравилась идея сыграть «хорошего парня», и для того, чтобы практиковать своё катание на лыжах. Он сказал о фильме: «Это возврат к такого рода Английской комедии, на которых я вырос. Он имеет элементы Ричарда Кертиса, и классического английского юмора, и это здорово».

## Интересные факты
- Джорджия Кинг (Джулс) первоначально прослушивалась на роль Ким.
- Фелисити Джонс играет 19-летнего персонажа в фильме. Ей было на самом деле 26 во время съемок.
- В целях раскрутки картины, была разработана интернет-кампания, которая создала интерактивный трейлер. Нажатие на кнопку «Like» приносило зрителям дополнительные возможности.
- В оригинале фильм называется «Chalet Girl» («Девушка из шале»).
- Цитата, приписываемая матери Кима: «У тебя в голове мозги. У тебя ноги в туфлях». от доктора Сьюза "О, места, куда вы пойдете".